# Museum Midtjylland
Museum Midtjylland er en selvejende institution som samler fem museer i Herning Kommune og Ikast-Brande Kommune:
- Tekstilmuseet
- Klosterlund Museum
- Herningsholm Museum
- Frilandsmuseet Herning
- Vester Palsgaard Skovmuseum

Sekretariatet har fået sæde i Herning.
Museum Midtjylland er et statsanerkendt museum som fortæller om hedeegnens kulturhistore og industrisamfundets udvikling. Museet varetager også den arkæologiske virksomhed i Herning og Ikast-Brande Kommuner. Museet blev etableret 1. januar 2006 som en fusion mellem hidtil selvstændige, statsanerkendte museer.
Bestyrelsen består af repræsentanter udpeget af museets venneforeninger, de to kommuner, Region Midtjylland, en medarbejderrepræsentant samt en repræsentant for Dansk Mode & Textil.

## Historie
Museet opstod i 2010 efter en fusion mellem Herning Museum, Vester Palsgaard Skovmuseum og Klosterlund Museum.
Herning Museum blev grundlagt i 1892 og museet fik til huse på byens tinghus i 1896 - samme år som museets grundlægger - J.A. Trøstrup flyttede til byen for at stå for dets ledelse. Apoteker J.Chr. Møller skænkede en grund på Museumsgade 32 til museet, hvorpå der i 1906 blev opført en midt- og vestjysk bondegård med bindestue. Hermed var grunden lagt til museets frilandsmuseum - Danmarks næstældste.[kilde mangler] Hovedbygningen blev opført i 1909-10 efter tegning af arkitekt V. Gullev.
Siden museets grundlæggelse er der, udover de fysiske og samlingsmæssige udvidelser på Museumsgade 32, løbende blevet tilføjet flere ansvarsområder til museet. Herning Museum var fra 1968 med i restaureringsarbejdet af Hernings ældste bygning, herregården Herningsholm, som blev genåbnet i 1980 som Blichermuseet - under drift af Herning Museum. I 1987 indgik Herning Museum driftsaftale med Ikast-Brande Kommune om at drive Klosterlund Museum og Naturcenter i Stenholt Skov, som indtil da var drevet af Nationalmuseet. I 2008 blev Vester Palsgaard Skovmuseum desuden en del af organisationen.
I 2017 tog fire af museets afdelinger navneforandringer: Klosterlund Museum og Naturcenter hedder i dag Klosterlund Museum, Textilforum skiftede navn til Tekstilmuseet, Blichermuseet blev til Herningsholm Museum og Frilandsmuseet blev til Frilandsmuseet Herning. Allerede i 2014 fraflyttede Museum Midtjylland store dele af bygningen på Museumsgade 32, som i dag huser Historiens Hus. Tilbage på adressen er Frilandsmuseet Herning. Museet har i dag hovedadministration på Vestergade 20 i Herning Klædefabriks gamle lokaler.